# Гольденберг Григорій Давидович
Григорій Давидович Гольденберг (15 грудня 1855 р., Бердичів — 27 липня 1880 р., Санкт-Петербург) — учасник революційного руху в Росії, терорист, член партії «Народна Воля».

## Біографія
Народився в Бердичеві в єврейській родині васильківського купця 2-ї гільдії. У 1865 році сім'я переїхала з Бердичева в Київ, де батько відкрив мануфактурний магазин. З 1868 по 1871 рр провів за прилавком в батьківському магазині.
У 1871 році вступив в 3-й клас Києво-Подільської класичної прогімназії; в 1873 році вибув з четвертого класу, залишивши заклад за власним бажанням.

### Народницька діяльність
До 1873-1874 років відносяться його перші безпосередні зв'язки з революційними гуртками в Києві. У 1874 році приїхав до Петербурга, щоб підготуватися до вступу в Санкт-Петербурзький державний технологічний інститут, але не поступив. У серпні 1875 року бажаючи підготуватися до пропаганди в народі, надійшов в Петербурзі робочим в слюсарну майстерню. В початку 1876 заарештований на квартирі робочого Антона Городничого і висланий по етапу в Київ як не мав певних занять. У Києві продовжував займатися слюсарним ремеслом в майстерні, влаштованої на кошти революціонерів. Влітку 1876 року познайомився з Михайловим О. Д. В кінці того ж року приїжджав в Житомир для встановлення зв'язку місцевого гуртка В. Чуйко та інші з Києвом. У 1877 році деякий час провів в селі, де намагався вести пропаганду серед селян. У 1877—1878 роках зайнявся поширенням серед єврейського населення Києва, Бердичева, Житомира та інших міст соціалістичного органу на давньоєврейській мові «Емес» («Правда»); брав діяльну участь в студентському русі та в гуртках молоді.

### Арешт, втеча із заслання і вбивство князя Кропоткіна
Арештований в кінці лютого 1878 року в Києві в зв'язку з замахом 23 лютого 1878 на прокурора Котляревського як запідозрений у причетності. Утримувався під вартою з 25 лютого по 13 квітня 1878 року. Як особа політично-неблагонадійна і мав «шкідливий вплив» на студентство, за розпорядженням київського генерал-губернатора висланий без терміну під гласний нагляд поліції в  Архангельську губернію. Завезений 29 квітня 1878 року в Холмогори, звідки 24 червня того ж року разом з А. Назаровим, Н. Васильєвим і П. Орловим втік до Петербурга. Розшукувався по циркуляру Третього відділення від 12 липня.
В кінці 1878 — початку 1879 року жив в Києві; виїхав в Харків 13 січня 1879 роки для організації вбивства харківського губернатора князя Кропоткіна Дмитра Миколайовича; отримав гроші і зброю від Оболенського В. В. Оселився під Харковом під прізвищем Келлера і разом з Л. Кобилянським стежив за виїздами Д. Н. Кропоткіна. 9 лютого 1879 пострілом смертельно поранив Кропоткіна, після чого зник з Л. Кобилянським в Харкові на конспіративній квартирі Волкенштейн Л. О. і Зубковського А., а потім переїхав до Києва, де зупинився на квартирі Л. Самарської. Помістив в № 4 журналу «Земля і Воля» статтю «До товариства. Лист соціаліста-революціонера, який взяв на себе кару Кропоткіна».

### Участь у замаху на Олександра II і арешт
В кінці березня 1879 року разом з Соловйовим А. К. і Л. Кобилянським прибув до Петербурга з метою взяти участь в замаху на Олександра II. У травні 1879 увійшов до групи «Свобода і смерть». Влітку 1879 року за прізвищем Єфремова жив в маєтку Гамалія в  Переяславському повіті  Полтавської губернії. Був присутній під прізвищем Гервера на Липецькому і Воронезькому з'їздах землевольців, де виступав на захист терористичних дій. Був обраний членом Виконавчого комітету. За вказівкою Віри Фігнер до Виконавчого комітету, що утворився після поділу суспільства «Земля і Воля», проведений не був. Восени того ж року робив разом з А. Желябовим доповідь в Харкові про необхідність терору.
У жовтні 1879 року брав участь в підкопі під полотно залізниці під Москвою (революційна кличка «Гришка» і «Дізраелі, Бенджамін Біконсфільд»). Відправлений 9 листопада 1879 року через Москву в  Одесу за динамітом; 12 листопада отримав такий від М. Фроленко і від С. Златопільського 300 рублів і 13 листопада виїхав назад в Москву, везучи з собою близько півтора пуда динаміту. Заарештовано на станції Єлисаветград 14 листопада 1879 року за прізвищем тульського потомственого почесного громадянина Степана Петровича Єфремова. Під час арешту намагався втекти і чинив озброєний опір. На допитах заявив про свою приналежність до революційної організації і відмовився від дачі будь- яких свідчень по суті. Особистість Гольденберга була встановлено 21 листопада 1879 начальником Київського жандармського управління полковником Новицьким. На вимогу одеського генерал-губернатор графа Тотлебена зі схвалення III Відділення відправлений 27 листопада 1879 року через Єлисаветград в Одесу, де до нього був підсаджений злісний зрадник Федір Єгорович Куріцин, якому Гольденберг повідомив про свою участь у справі вбивства харківського губернатора князя Кропоткіна і про залізничні підкопи.

### Показання уряду
У лютому — березні 1880 року, зізнавшись в участі в терористичних актах, під впливом товариша прокурора А Добржинського став давати відверті свідчення. Добржинський підкупив Гольденберга химерної ідеєю: відкрити уряду справжні цілі і кадри революційної партії, після чого, мовляв, уряд, переконавшись в тому наскільки шляхетні й цілі партії, і її люди, перестане переслідувати таку партію.
Вивезений 9 квітня 1880 року через Одесу і 13 квітня прибув до Петербурга, де був розміщений в Трубецький бастіон Петропавлівської фортеці. Після побачення 19 квітня 1880 року в фортеці з Лоріс-Меликова дав докладні свідчення.

Я твердо впевнений тому, що на чолі Верховної розпорядчої Комісії варто один з найгуманніших державних діячів — Граф Лоріс-Меліков, і це саме обставина в значній мірі сприяло тому, що я зважився розкрити все мені відоме, але чого б я ніяким чином не зробив при колишньому положенні речей. Я вірив і вірю, що Граф Лоріс-Меліков тепер більш ніж коли-небудь зуміє заспокоїти уми, не дати розгорітися пристрастям, глибоко досліджувати причини, що викликали цей рух і по можливості гуманно віднесеться до винуватців сумних подій, в яких, проте, вони йшли за потягом своїх глибоких переконань, а не під впливом будь-яких особистих вигод.
</ Blockquote>
9 березня 1880 року Гольденберг написав велике (80 сторінок густого рукопису) показання, а 6 квітня склав до нього додаток на 74 сторінках з характеристиками всіх 143-х згаданих в показанні діячів партії. Там були і Желябов, О. Михайлдов, Перовська, Плеханов, Морозов, Кибальчич — словом вся революційна еліта. Про кожного повідомлялися біографічні відомості, окреслювалися їхні погляди, особисті якості, навіть зовнішні прикмети.
На підставі показань Гольденберга, були заарештовані і притягнуті до суду народовольці, які проходили на процеси шістнадцяти. 2 з них були страчені, 4 — відправлені в довічне заслання.

У червні з розмови з арештованим членом Виконавчого комітету А. І. Зунделевічем він зрозумів, що він накоїв, і впав у відчай. На черговому допиті він пригрозив А. Добржинському: «Пам'ятайте, якщо хоч одна волосина впаде з голови моїх товаришів, я собі цього не прощу». На що той цинічно відповів: «Не знаю, як щодо волосся, ну, а що голів багато злетить, це вірно».
Гольденберг не витримав мук совісті. 15 липня 1880 року він повісився в тюремній камері на рушник. 16 липня поліцейські поховали його на Преображенському цвинтарі.
Перед смертю він написав «Сповідь», в якій він відкривав «знайомим і незнайомим чесним людям усього світу» свою душу:

Я думав так: здам на капітуляцію все і всіх, і тоді уряд не стане вдаватися до стратам, а якщо останніх не буде, то вся завдання, по-моєму, вирішена. Чи не буде страт, що не буде всіх жахів, два-три роки спокою, — конституція, свобода слова, амністія; всі будуть повернуті, і тоді ми будемо мирно і тихо, енергійно і розумно розвиватися, вчитися і вчити інших, і всі були б щасливі.
</ Blockquote>

М. Ф. Фроленко: «Молодий, поривчастий, нестійкий».
А. Д. Михайлов: "У Києві ж навесні 1876 роки я познайомився з Гольденбергом, який мене полюбив і з великою охотою водив зі мною дружбу, Як людина добра, відданий справі, він мені подобався, але дурість його часто мене дратувала і смішила; у нас встановилися погані, протекторскіе відносини, що мене часто бентежило, і було для мене неприємно, але він був ними задоволений. Не маючи можливості зійтися з київськими радикалами, які його вважали людиною недалеким і нерозвиненим, він симпатизував мені. Я ж, в свою чергу, бачачи в ньому людину чесну і доброго, що шукає суспільства і справи, не вважав за можливе відштовхувати його, хоча теж не вважав його придатним для роботи в той час. Він був виключно людина почуттів, та ще, крім того, абсолютно не вміє ними володіти. Коли почуття в ньому прямувало партією, — воно послало його на подвиг. Але відрізаний від неї, і, не маючи в собі самому керівної, він, зробивши незмірно безчесний вчинок, безславно загинув. Нехай великодушно вибачать цього нещасного людини його старі товариші … "
А. П. Прібиліва-Корба: "Коли почуття в ньому прямувало партією, воно послало його на подвиг. Але відрізаний від неї, і, не маючи в собі самому керівної, він, зробивши незмірно безчесний вчинок, безславно загинув ".

1. 

- Два листи Гр. Гольденберга з Трубецького бастіону / повідом. Р.Кантор // Каторга і посилання. 1924. № 6 (13). С. 139—147.
- Григорій Гольденберг в Петропавлівській фортеці / повідом. Н. І. Сидоров // Червоний архів. 1925. № 3 (10). С. 328—331.
- «Сповідь» Григорія Гольденберга / предисл. Р. Кантора // Червоний архів. 1928. № 5 (30). С. 117—183.
- Фроленко М. Ф. Про Гольденберг // Каторга і посилання. 1929. № 8-9 (57-58). С. 279—282.